# Trastorn congènit
Un trastorn congènit o una malaltia congènita, és una anomalia de l'organisme existent des del naixement i, sovint abans del naixement, o que es desenvolupa durant el primer mes de vida (malaltia neonatal), independentment de la causalitat. D'aquestes malalties, les que es caracteritzen per deformitats estructurals es denominen "malformacions congènites", que és un concepte diferent (MeSH), que implica un defecte en el desenvolupament del fetus.
Un trastorn congènit pot ser el resultat d'anomalies genètiques (incloses les anormalitats cromosòmiques), d'alteracions del medi ambient intrauterí (úter), d'errors en la morfogènesi, o d'infeccions. Els estudis en animals indiquen que la dieta de la mare (i, possiblement, del pare), la presa de vitamines, i els nivells de glucosa previs a l'ovulació i la concepció tenen efectes a llarg termini sobre el creixement fetal i les malalties que poden aparèixer en l'adolescència i edat adulta. Els trastorns congènits varien àmpliament en causes i anomalies. Qualsevol substància que causi defectes congènits es coneix com a teratogen.
El terme més antic de trastorn congènit no es refereix necessàriament a un trastorn genètic tot i la similitud de les paraules. Alguns trastorns es poden detectar abans del naixement amb el diagnòstic (per cribratge) prenatal.